# Bozkovské dolomitové jeskyně
Bozkovské dolomitové jeskyně se nacházejí jeden kilometr severně od obce Bozkov v Libereckém kraji, okres Semily. Tvoří je nejrozsáhlejší jeskynní systém v severovýchodních Čechách a jako jediný je tvořen vápnitým dolomitem. Jeskyně, které jsou geologickou lokalitou národního významu, mají od roku 1999 status národní přírodní památky.

## Historie
První jeskynní prostory byly objeveny v roce 1947 po odstřelu vápence v místním malém lomu. Objevila se dutina z větší části zavalená kameny a hlínou. Místní nadšenci v čele s Josefem Kurfiřtem, Richardem Havlem a Josefem Dolenským zde začali postupně odkrývat nehluboko pod povrchem puklinové podzemní chodby a dutiny, po deseti letech se balvanitým závalem prokopali do části Staré jeskyně, kterou nazvali Bludiště, a 21. září 1957 objevili vstup do Jeskyně Překvapení, kde poprvé našli i krápníkovou výzdobu.
Na dalším výzkumu jeskyní u Bozkova pracovali speleologové Krasové sekce Národního muzea z Prahy pod vedením tehdy ještě studenta Františka Skřivánka a K. Valáška. Na základě předchozího geologického a geofyzikálního průzkumu objevili r. 1958 další část systému: Novou jeskyni s největším podzemním jezerem v Čechách ve 24 metrů dlouhém a 14 metrů vysokém Jezerním dómu.
Dr. Skřivánek vedl již jako zaměstnanec Státního ústavu ochrany přírody a krajiny další výzkum krasu, směřující k jeho zpřístupnění veřejnosti. Roku 1961 nebylo pochybnosti o jejich atraktivitě, a tak byla proražena přístupová štola mezi Starou a Novou jeskyní, hladina jezírka musela být pro možnost volného přístupu snížena o pět metrů. Turistům byly jeskyně zpřístupněny 2. května 1969. V současnosti je provozuje Správa jeskyní České republiky.

## Geologie a výzdoba

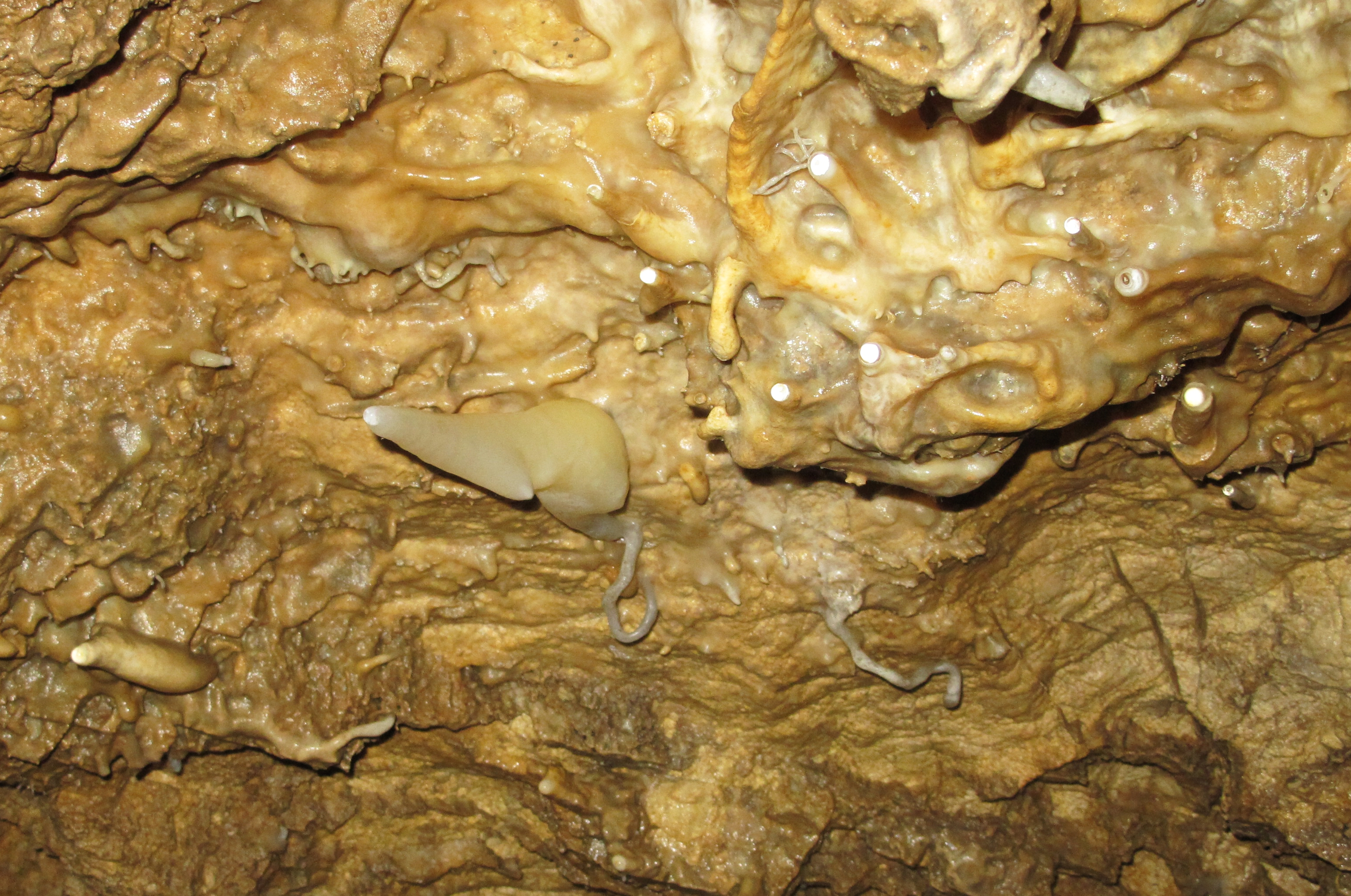
Excentrické krápníky

Bozkovské jeskyně se nacházejí v Železnobrodské vrchovině v nadmořské výšce 425 až 485 metrů (vchod 452 metrů) na výměře 5,24 hektarů. Území je prostoupeno převážně přeměněnými horninami (fylity, zelené břidlice) krkonošsko-jizerského krystalinika silurského stáří. Zde, na tektonické poruše při styku náhorní roviny s přilehlým údolním svahem Vraštilovského potoka, vznikla čočka vápnitého a místy i křemitého dolomitu s křemitými a křemennými žilkami. Toto těleso je dlouhé 400, široké 200 metrů a má mocnost až přes sto metrů. Na východě v místě bývalého lomu dolomit vystupuje k povrchu. Na západě na náhorní planině jsou horniny hluboce rozvětrány a přeměněny na pískovcové eluvium. Na povrchu se nacházejí vývěry i závrty.
Jeskynní výzdoba je jedinečná. Z menší části ji tvoří klasické krápníky, unikátem však jsou excentrické vláknité a keříčkovité krápníky. Ze stěn a stropů vystupují křemenné římsy a lišty. Voda okyselená okolními horninami tu vytvořila voštinovité a síťovité struktury, krajkové ozdoby a police. Nejnižší části jsou vyplněny modrozelenou vodou průzračného Bozkovského podzemního jezera, které je největší v Čechách (plocha hladiny 320 m²).

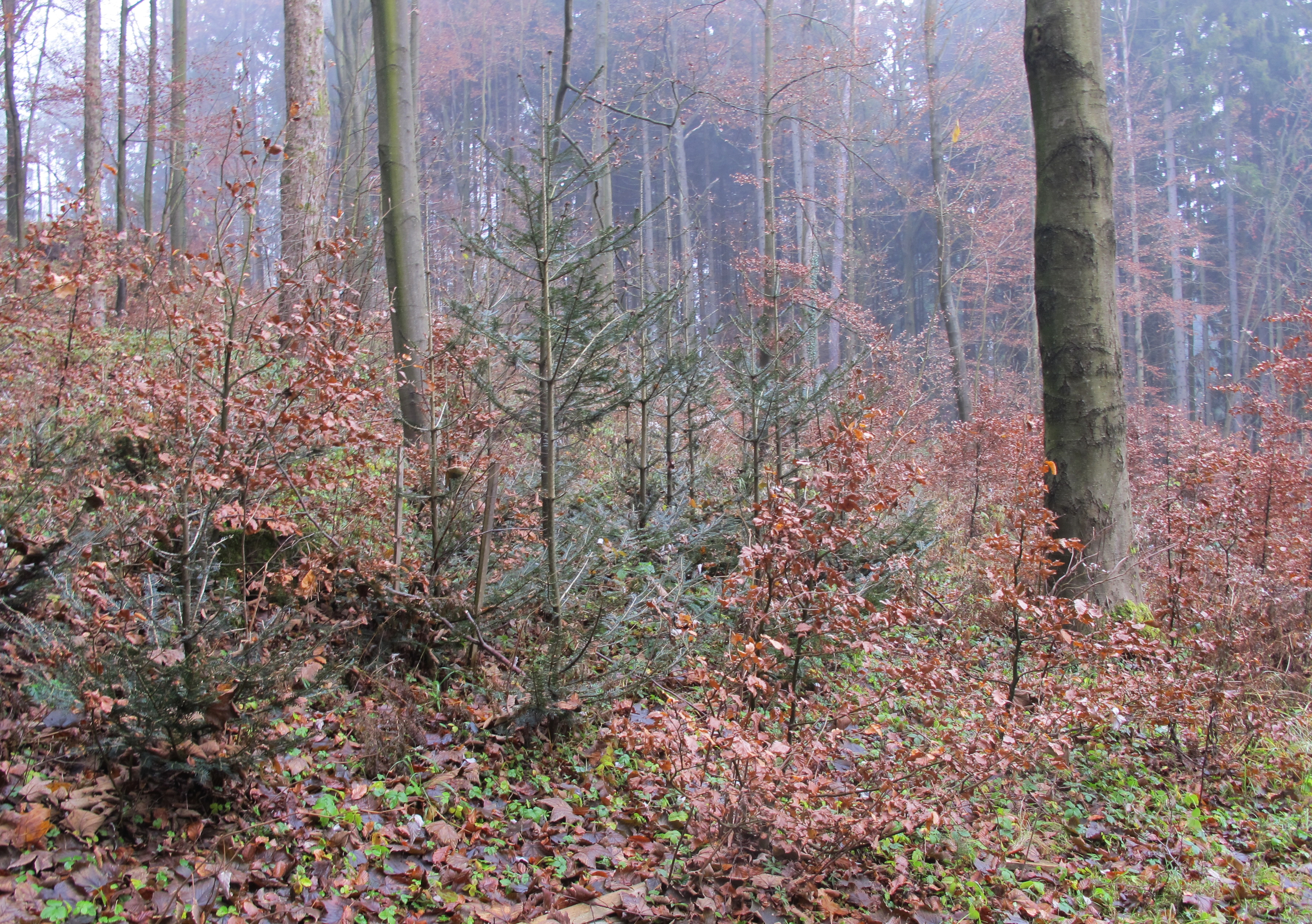
V povrchových částech chráněného území byly vysázeny jedle

## Flóra a fauna
Původní květnatá bučina s příměsí habru a javoru byla nahrazena převažujícím smrkem, modřínem a břízou. Lesní hospodářství musí zde mít především protierozní funkci, neboť podzemní prostory jsou blízko povrchu. Na jaře se hojně vyskytuje bledule jarní. V jeskyních byly objeveny hnízdiště netopýra ušatého (Plecotus auritus), velkého (Myotis myotis), černého (Barbestella barbastellus) a vrápence malého (Rhinolophus hipposideros).

## Prohlídková trasa
Je známo asi 1070 metrů podzemních prostor, z toho je zpřístupněno 350 metrů chodeb. Turistická trasa v jeskyni trasa je dlouhá 400 metrů a překonává zhruba 300 schodů. Vnitřní teplota je trvale 7,6 °C. Jeskyně se dělí na systém Nových a Starých jeskyní. Obě části jsou propojeny 50 metrů dlouhým umělým tunelem.

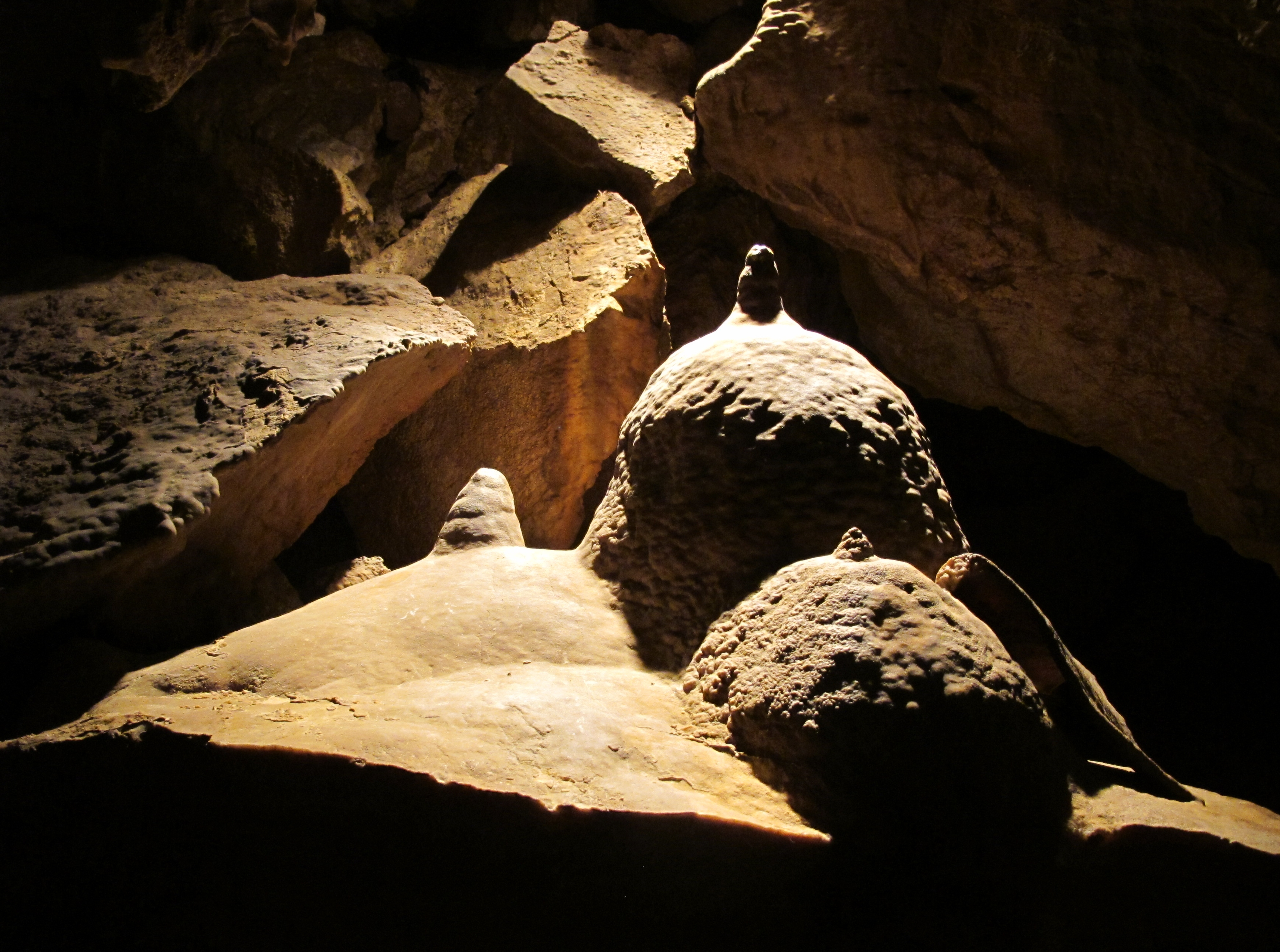
Útvar zvaný Prušácká přilba

Návštěvníci přicházejí přes Kapli, procházejí Půlnoční jeskyní a Jeskyní za prahem, za křižovatkou pokračují do Souběžné chodby, Pirátské chodby, červeně osvětleného Pekla, za nímž se nachází ještě Vánoční jeskyně. Kolem Labutího jezírka pak projdou do Loupežnické jeskyně a Blátivou chodbou se vrátí na křižovatku. Tímto návštěvníci projdou systém Nových jeskyních a 50 metrů dlouhým tunelem, kde budou míjet Větrnou jeskyni a okénko s průhledem na původní vchod do jeskyní, se vydají do centrální části Starých jeskyních – do Staré Bozkovské jeskyně. Dále budou pokračovat kolem Bludiště a Jeskyní překvapení, Listopadovou chodbou, prostorou u Sloních uší a chodbou zdobenou sintrovými vodopády Rokokové panenky, načež se štolou vracejí zpět na křižovatku a po schodech pokračují do Jezerního dómu, kde prohlídka končí (stav z roku 2000 dle plánku).
Návštěvníci mohou parkovat na severním okraji obce Bozkov na velkém parkovišti, příp. se mohou dostat přístupovou stezkou od železniční stanice Jesenný, event. autobusem (Semily – Vysoké nad Jizerou), zastávka u kostela. Jeskyně jsou přístupné celoročně (každé pondělí zavřeno).